# Marcia (esposa de Catón)

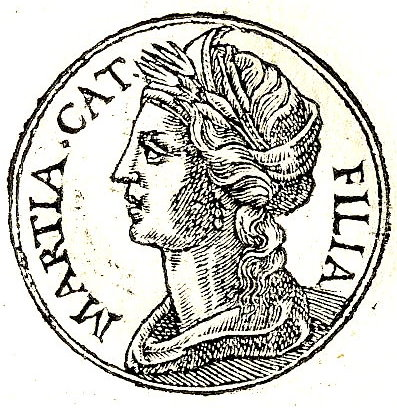
Marcia de "Promptuarii Iconum Insigniorum"

Marcia fue la segunda esposa de Catón de Útica. 
Vivió en el siglo I a. C.. Era hija de Lucio Marcio Filipo y, según las costumbres de su tiempo, después de ser "prestada" como esposa a Quinto Hortensio Hórtalo, luego de la muerte de este, volvió con el primero, transformándose así en un símbolo de fidelidad conyugal.
Dante Alighieri, que leyó probablemente su historia de Lucano, la colocó en el Limbo de los espíritus magnos junto a otras importantes mujeres de la mitología romana (Inf. IV, 128) y la citó también en el Purgatorio (I, 79) y en el Convivio, donde interpreta su historia en sentido alegórico:

Volvió Marcia desde el principio de su viudez a Catón, así como la noble alma al inicio de los sentidos vuelve a Dios. ¿Y qué hombre terrenal fue el más afortunado por Dios que Catón? Ciertamente ninguno.
Convivio IV, xxviii, 15